# 1994年リレハンメルオリンピックのスロベニア選手団
1994年リレハンメルオリンピックのスロベニア選手団（1994ねんリレハンメルオリンピックのスロベニアせんしゅだん）は、1994年2月12日から2月27日まで、ノルウェーのオップラン県リレハンメルで開催された1994年リレハンメルオリンピックのスロベニア選手団、およびその競技結果。

## 概要
今大会は銅メダル3個を獲得した。スロベニア勢が冬季オリンピックでメダルを獲得したのは初めて。
アルペンスキー女子複合でアレンカ・ドヴザンが、スロベニア勢として初メダルとなる銅メダルを獲得した。

## メダル
| メダル | 選手名             | 競技           | 種目     |
| ------ | ------------------ | -------------- | -------- |
| 銅     | ユーレ・コシール   | アルペンスキー | 男子回転 |
| 銅     | カーチャ・コレン   | アルペンスキー | 女子回転 |
| 銅     | アレンカ・ドヴザン | アルペンスキー | 女子複合 |